# B. Kovács András (újságíró)
B. Kovács András, született Kovács András (Kolozsvár, 1949. május 25. –) magyar újságíró, közíró, szociográfus, költő. Kovács András fia, Tapodi Zsuzsa irodalomtörténész férje. Írói álneve Kolozsvári András.

## Életútja
Szülővárosában érettségizett (1967), a Babeș–Bolyai Tudományegyetem filológiai karán angol-magyar szakos diplomát szerzett (1972). Tanári pályáját a brassói Unirea Líceum magyar tagozatán kezdte (1972–79), majd az Ifjúmunkás (1982–88), Megyei Tükör és Háromszék (1988–90) szerkesztője, 1990-től 1998-ig a Romániai Magyar Szó háromszéki tudósítója. 1998-tól 2014-ig ismét a Háromszék belső munkatársa.
Első írása az Előrében jelent meg (1978). Cikkeit közölte a Korunk, Művelődés, A Hét, 1990 után az Erdélyi Figyelő, Háromszék, Krónika, Forrás, Székelyföld, Erdélyi Napló, Pro Minoritate és Hitel. Munkáiból kiemelkednek „ifjúságszociológiai” sorozatai az Ifjúmunkásban (1984-87) s ankétja a romániai magyar tanügy 1945-49 között kialakult önálló hálózatáról a Romániai Magyar Szóban (1990). Ugyanitt (1990/15–21) jelent meg beszélgetése Nagy Gézával, a Bolyai Tudományegyetem létrejöttéről (Nagy Géza visszaemlékezéseiből. Emlékek egy régi-új egyetemről).
Kultúrszociológus szemmel vizsgálja a romániai magyarság fiataljainak helyzetét, a romániai magyar oktatásügyet. Riportsorozatokban tárta fel a '89-es rendszerváltás követő gazdatársadalmi változásokat a Székelyföldön, az erdőközbirtokosságok újraalakulását, a volt állami ipari vállalatok magánkézbe juttatásának fonákságait valamint a vendégmunkások tömeges méreteket öltött kivándorlását. Riportregényeiben olyan kisebbségi életsorsokat mutat be, melyek a világháború, a diktatúrából való disszidálás, a '89-es rendszerváltás előzményeire és következményeire, társadalmi kataklizmáira és azok egyéni életpályákra gyakorolt hatására fókuszálnak. A 20. század helytörténeti vonatkozásait feldolgozó kötetei az erdélyi emlékirodalmat is gyarapítják vallomásokat is sűrítő voltuknak, szociográfiai eszköztáruknak tulajdoníthatóan.
2013-tól Kolozsvári András név alatt korábbi és újabb verseit is közli. A két alkotói korszaka közé ékelődő néma évtizedek miatt is lírájában a posztmodern előtti és utáni stílustörekvések összeérnek, 2012 utáni verseiben egy új közösségi etikáért, a székelység emancipációjáért emel szót, amit a rendszerváltás legnagyobb beváltatlan ígéreteként kér számon a mán. "Kolozsvári András magát a költői formát (ezzel a kötettel is) hagyományos érzelmi-gondolati struktúrájához, a lírához szeretné visszaterelni. (...) A líra a hagyományos meghatározás szerint a szubjektív belsőség feltárulkozása, de eredendően mindig közösségi érzelmek (általában dalos) kifejezése. (...) Az archaikus lírában a költő mint a szubjektív belsőség alanya – az isteninek tekintett ihlet révén – kiválik ugyan a közösségből, de (az „istenekkel való” plátói „társalgás nyomán”) visszatalál közösségéhez.(...) Az újkori költészet mindinkább eltávolodott ettől a sémától. A hangsúly a közösségről már társadalmilag is az individuumra, azaz a közösségből való kiválás mozzanatára helyeződött át, az ihlet szakrális aspektusai jobbára elsorvadtak, s a közösséghez való visszatérés is relativizálódott. A költő gyakorta már csak önmagával kommunikál. Ez az az attitűd (mellyel Arany és Petőfi még polemizál) vagy a költészetnek az a formája, melynek keretében a költők (a fokozatosan semmibe tűnő olvasóközönség feje fölött) jobbára egymással társalognak, a legújabb kori költészetben szinte már általánossá válik. Kolozsvári András versei mintha valóban ezt a tendenciát próbálnák visszafordítani." -írta Bíró Béla a gyűjteményes kötet (2021) előszavában. E törekvés még hangsúlyosabban jelentkezik a "Styxon túli" üzenetet hordó epigramma és paródiakötetben.
Tagja a Magyar Írószövetségnek és a Magyar Újságírók Romániai Egyesületének.

## Köteteiből
- Szabályos kivétel : a romániai magyar oktatásügy regénye : 1918, 1944-1948, 1996 / B. Kovács András. – Bukarest ; Kolozsvár : Kriterion, 1997. – 325 p. (Gordiusz). ISBN 973-26-0473-5[1]
- Végvidék : Riportok / B. Kovács András. – Sepsiszentgyörgy : H-Press, 2000. – 145 p. ISBN 973-98914-8-9[2]
- Vargabetűs idők / B. Kovács András. – Marosvásárhely : Mentor Kiadó, 2004. – 256 p. ISBN 973-599-101-2
- Szétszabdalt Székelyföld : Háromszéki helytörténeti írások / B. Kovács András. – Marosvásárhely : Mentor Kiadó, 2006. – 330 p. ISBN 973-599-206-X
- Az uniós stressz : riportok a családi gazdálkodás jövőjéről és a lehetséges tagosításról. Marosvásárhely : Mentor Kiadó, 2009. 282 p. ISBN 9789735993955[3]
- Szénacsinálás két zivatar közt – Székely gazdagondok a rendszerváltás korából (1991–2007) / B. Kovács András. – Marosvásárhely : Mentor Kiadó, 2011. 276 p. ISBN 978-973-599-505-8
- Botcsinálta kalandorok. Erdélyi vendégmunkások szerte a nagyvilágban (1986–2011) / B. Kovács András. – Marosvásárhely : Mentor Kiadó, 2012. 230 p. ISBN 978-973-599-574-4
- Az erdélyi újpolgárosodás kovásza – 20 éves az illyefalvi székhelyű LÁM Alapítvány / B. Kovács András. – Sepsiszentgyörgy : Charta, 2012. 176 p. ISBN 978-973-8326-80-4
- Szabad szavak. Versek / Kolozsvári András. – Marosvásárhely : Mentor kiadó, 2013. – 93 p. ISBN 978-973-599-593-5
- Fekete óda. Versek 1978-79-ből / Kolozsvári András. – Marosvásárhely : Mentor kiadó, 2014. – 58 p. ISBN 978-973-599-618-5
- Kiskorúak halállistán. Szén Lenke emlékezik: Dél-erdélyi magyar gyermektúszok a besszarábiai fronton / B. Kovács András. – Sepsiszentgyörgy : Tinta könyvkiadó, 2017. 160 p. ISBN 9786069420232
- Széthulló Erdélyem begyűjtöm / Kolozsvári András. – Marosvásárhely : Mentor Könyvek, 2017. – 131 p. ISBN 9786068861128
- Ócskavasként mérték ki. A székelyföldi magánosítás csődje, ipari és más példákkal, főleg Háromszékről. 1991–2011; Kovászna Megye Tanácsa, Sepsiszentgyörgy, 2017
- Fedelet a fejünk fölé. Bálint József útja a szakmától a hivatásig / B. Kovács András. – Kolozsvár : Erdélyi Magyar Nemzeti Tanács, 2019. 271 p. ISBN 978-973-0-29826-0
- 1989, te csillag! Harminc éve történt Interjúk, riportok, visszaemlékezések / B. Kovács András. – Sepsiszentgyörgy : ARTprinter kiadó. 2019. 156 p. ISBN 978-606-8678-53-5
- Üzenet a Styx partjáról. Epigrammák, paródiák és pasquillusok, sírversek, rímjátékok, csúfolók, csujogatások, groteszkek és egyebek / Kolozsvári András. – Gyergyószentmiklós : Mark House Kiadó. 2020. 79. p. ISBN 978-606-8666-88-4
- Szarvascsoda, avagy adjátok vissza a magyar verset a lírának! Versek / Kolozsvári András. – Gyergyószentmiklós : Mark House Kiadó. 2020. 95. p. ISBN 978-606-8666-92-1
- Egy erdélyi self-made man az Államokban. Kocsis Imre két élete. Riportregény, levelekben elbeszélve /B. Kovács András.- Sepsiszentgyörgy : ARTprinter kiadó. 2021. 271. p. ISBN 978-606-8678-71-9
- Szarvascsoda avagy adjátok vissza a magyar verset a lírának! Gyűjteményes verskötet/ Kolozsvári András.--Budapest : Napkút Kiadó. 2021. 230. p. ISBN 978 615 6283 66 5
- Csángótelep. Gyertyános. Czegő Zoltán, Tófalvi Zoltán... B. Kovács András stb. Szerkesztette Kinda István és Tamás Sándor. Sepsiszentgyörgy : Háromszék Vármegye Kiadó. 2021. 245. p. ISBN 978 606 8598 56 7
- Székely verbunk. Versek. / Kolozsvári András. – Gyergyószentmiklós : Mark House Kiadó. 2022. 95. p. ISBN 978-606-95290-8-9
- A cédulás kazal. A kísérleti műfaj alkalmi fesztiválja. Kész és félkész versek, feljegyzések és rögtönzések. / Kolozsvári András. – Gyergyószentmiklós: Mark House Kiadó. 2023. 160. p. ISBN 978-630-6533-03-9
- Bukaresti napló. I. Egy magyar riportertanonc a román fővárosban. 1978-1981. II. Nem egészen önkéntes száműzetés. 1982-1988. – Budapest. Kairosz Kiadó. 2023. 629. p. ISBN 978-963-514-192-0
- Kiskorúak halállistán. Dél-erdélyi gyermektúszok a besszarábiai fronton - Kovács Gyuláné Szén Lenke és Rákosi Máriai ifjúsága. Második, bővített kiadás./ B. Kovács András - Sepsiszentgyörgy. ARTprinter Könyvkiadó. 2023. 167 p. ISBN 978-630-6595-03-7-821-511-141
- Vándorszékely hazatalál. Boldizsár Béla furfangos élete.Tényregény, második kiadás - Sepsiszentgyörgy. T3 Kiadó. 2025.168 p. ISBN 978-606-95935-8-5